# Rokle
Rokle (deutsch Rachel) ist eine Gemeinde in Tschechien. Sie liegt drei Kilometer südöstlich von Kadaň und gehört zum Okres Chomutov.

## Geographie
Rokle befindet sich nördlich des Duppauer Gebirge rechtsseitig der Eger am Úhošťanský potok. Im Osten liegt das Umspannwerk Hradec, dahinter der Stausee Nechranice. Nordöstlich am anderen Flussufer dehnt sich der Komplex des Braunkohlekraftwerkes Tušimice aus. Im Nordwesten erhebt sich der Tafelberg Úhošť (593 m). Nördlich verläuft die Eisenbahnstrecke von Kadaň nach Kaštice, an der bei Hradec die Bahnstation Hradec u Kadaně liegt.
Nachbarorte sind Hradec im Nordosten, Hořenice und Poláky im Südosten, Vinaře und Blov im Süden, Krásný Dvoreček im Südwesten, Úhošťany im Westen sowie Kadaňská Jeseň, Želina und Kadaň im Nordwesten.

## Geschichte
Auf dem Hradiště bei Hradec befand sich vom 8. bis 11. Jahrhundert eine slawische Burgstätte, die mit der Gründung der Ansiedlung Kadaň an der Egerfurt ihre Bedeutung verlor und aufgegeben wurde.
Erstmals urkundlich erwähnt wurde Rokle im Jahre 1368.

## Gemeindegliederung
Die Gemeinde Rokle besteht aus den Ortsteilen Hradec (Burgstadtl), Krásný Dvoreček (Klein Schönhof), Nová Víska u Rokle (Neudörfl), Rokle (Rachel) und Želina (Seelau).

## Sehenswürdigkeiten
- Romanische Kirche St. Laurentius in Želina, erbaut in der Mitte des 13. Jahrhunderts. Das 1961 ausgebrannte Gotteshaus wurde in den 1990er Jahren mit einem neuen Dach versehen.
- Schloss Rokle
- Statue des hl. Johannes von Nepomuk
- Dreifaltigkeitssäule
- Nischenkapelle der Jungfrau Maria
- Naturdenkmal Želinský meandr in der Flussschleife der Eger bei Zelině
- Naturdenkmal Sluňáky